# Deutsche Cadre-71/2-Meisterschaft 2008/09

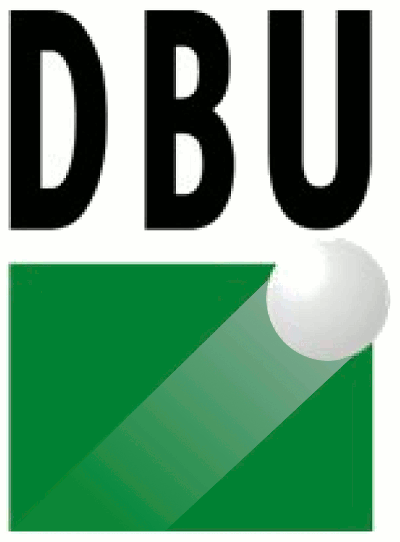
Verbandslogo: DBU

Die Deutsche Cadre-71/2-Meisterschaft 2008/09 ist eine Billard-Turnierserie und fand vom 5. bis zum 6. November 2008 in Bad Wildungen zum 59. Mal statt.

## Geschichte
Die Informationen stammen aus der österreichischen Billardzeitung Billard. Detaillierte Turnierinformationen sind nicht bekannt.

## Modus
Gespielt wurden zwei Vorrundengruppen bis 150 Punkte. Die beiden Gruppenbesten spielten dann im K.-o.-System den Sieger aus. Platz drei wurde nicht mehr ausgespielt.
Die Endplatzierung ergab sich aus folgenden Kriterien:
1. Matchpunkte
2. Generaldurchschnitt (GD)
3. Bester Einzeldurchschnitt (BED)
4. Höchstserie (HS)

## Endspiel
| Finale           |     |     |   |       |       |    |
| Thomas Nockemann | 2:0 | 150 | 8 | 18,75 | 18,75 | 84 |
| Arnd Riedel      | 0:2 | 141 | 8 | 17,62 | –     | 84 |

## Abschlusstabelle
| Klassement                 | Klassement | Klassement       | Klassement | Klassement | Klassement | Klassement | Klassement | Klassement | Klassement |
| Phase                      | Platz      | Name             | MP         | Pkte.      | Aufn.      | GD         | BED        | HS         |            |
| -------------------------- | ---------- | ---------------- | ---------- | ---------- | ---------- | ---------- | ---------- | ---------- | ---------- |
| Finale                     | 1          | Thomas Nockemann | 10:0       | 750        | 28         | 26,78      | 50,00      | 118        |            |
| Finale                     | 2          | Arnd Riedel      | 6:4        | 581        | 43         | 13,51      | 25,00      | 108        |            |
| Halb- finale               | 3          | Wolfgang Zenkner | 6:2        | 552        | 33         | 16,72      | 37,50      | 89         |            |
| Halb- finale               | 3          | Sven Daske       | 4:4        | 595        | 33         | 18,03      | 25,00      | 59         |            |
| Gruppen- phase             | 5          | Thomas Berger    | 2:4        | 427        | 32         | 13,34      | 13,63      | 66         |            |
| Gruppen- phase             | 6          | Carsten Lässig   | 2:4        | 300        | 30         | 10,00      | 9,80       | 70         |            |
| Gruppen- phase             | 7          | Markus Melerski  | 0:6        | 295        | 27         | 10,92      | –          | 39         |            |
| Gruppen- phase             | 8          | Uwe Matuszak     | 0:6        | 267        | 36         | 7,41       | –          | 62         |            |
| Turnierdurchschnitt: 14,37 |            |                  |            |            |            |            |            |            |            |